# Офіцери спеціальної тактики Повітряних сил США

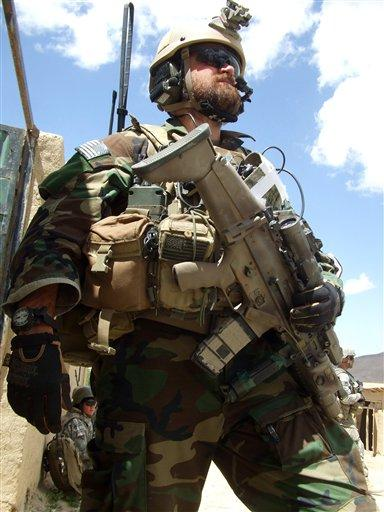
Офіцер спеціальної тактики в Афганістані у 2010

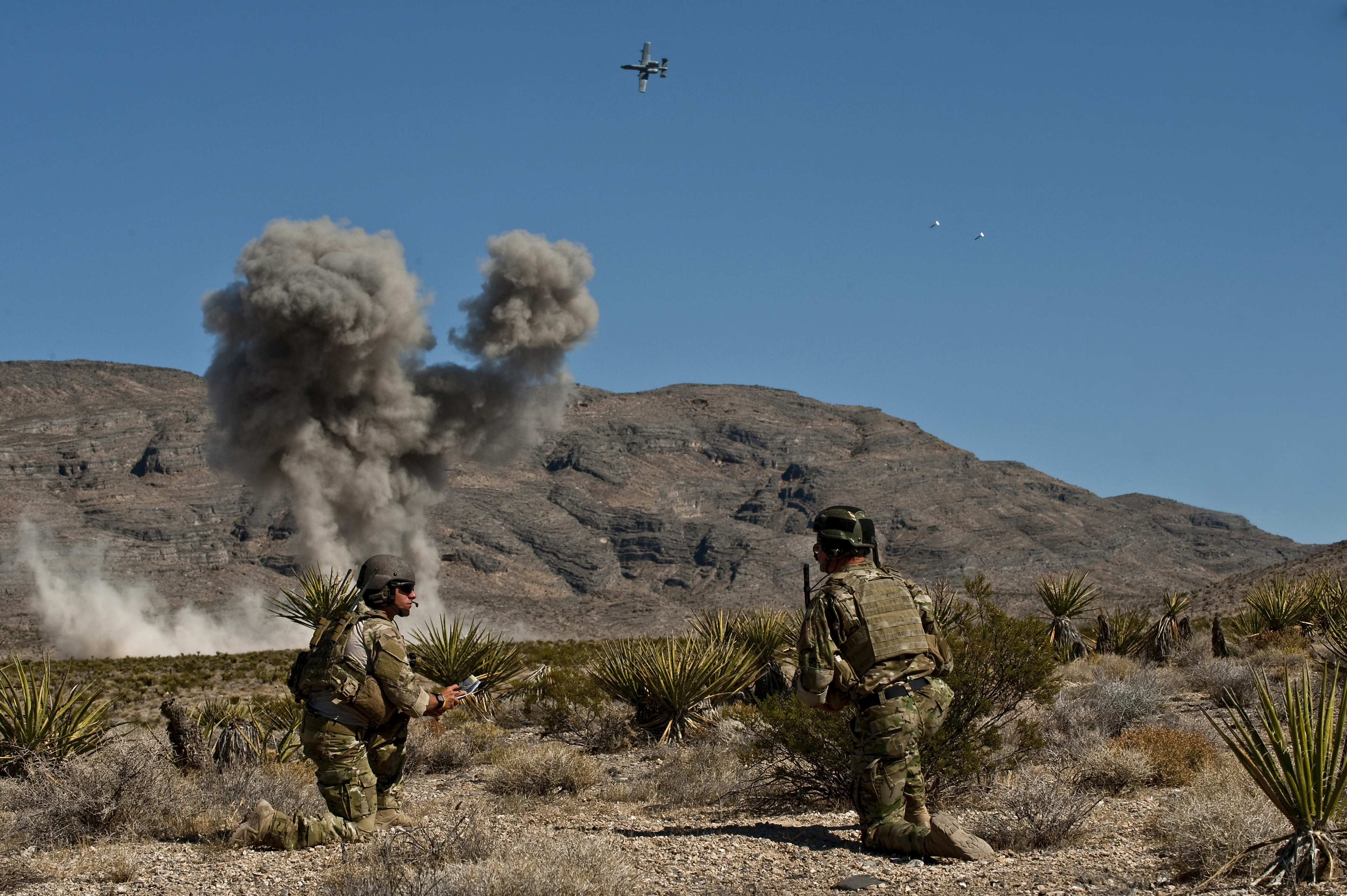
Тренування офіцерів спеціальної тактики в наведенні на ціль штурмовика A-10 Thunderbolt II на навчально-тренувальному полігоні в Неваді. 22 вересня 2011

Офіцери спеціальної тактики Повітряних сил США (англ. United States Air Force Special Tactics Officer (CRO) — високопрофесійні та спеціально треновані офіцери сил спеціальних операцій повітряних сил США, що провадять підготовку та тренування особового складу повітряних сил тактиці дій у спеціальних операціях на суходолі в разі необхідності. Офіцери тактики виконують завдання командирів груп або старших місій в бойових умовах при проведенні захоплення або утримання об'єктів на аеродромах (в аеропортах), при бойових пошуково-рятувальних операціях, наведенні авіаційних ударів та вогневій підтримці підрозділів спеціальних операцій, зокрема роботі бойових метеорологів у складних умовах.

## Зміст
Офіцери спеціальної тактики не відносяться до категорії фахівців рятувальників або бойових контролерів Повітряних сил, але вони цілком усвідомлюючи завдання, що покладаються на цих операторів, керують авіаційними ескадрильями та групами спеціальної тактики й забезпечують, підтримують та всіляко допомагають бійцям спецоперацій при виконанні ними завдань.
Офіцери спеціальної тактики не мають спеціального власного курсу підготовки, тому проходять тренування у ході багатопланового 35-тижневого курсу загальної та посиленої підготовки фахівців сил спеціальних операцій Повітряних сил. Більшість також навчається на курсах бойових авіанавідників.

### Базова підготовка
Першим етапом підготовки офіцерів спеціальної тактики є курс відбору бойових контролерів, який проводиться протягом 2 тижнів на авіабазі Лекленд, у штаті Техас. На ньому кандидати оцінюються за різними параметрами, вивчають спортивну психологію, польове харчування, базові вправи, історію бойових контролерів та фундаментальні дисципліни.
Далі кандидати відбору проходять 15,5 тижнів відбору на курсі оперативників бойових контролерів на авіабазі Кислер в Міссісіпі. Тут претендентів навчають різним загальним предметам, наведенню авіації на ціль, управління повітряним трафіком, поводження з апаратурою повітряних сил, вивчення приладів для виміру погодних даних тощо.
На авіабазі Фейрчайлд у Вашингтоні протягом 3 тижнів офіцери проходять загальний курс виживання у безлюдних регіонах.
У Форті Беннінг у штаті Джорджія в повітряно-десантній школі вони за 3 тижні засвоюють початкову програму підготовки парашутистів для інфільтрації у визначені регіони проведення операцій.
Наступні 13 тижнів підготовки проводяться на авіабазі Поуп Філд, де кандидати вивчають посилену програму підготовки бойових контролерів.

### Посилений курс підготовки
Протягом наступних 14-17 місяців претенденти на посади офіцерів спеціальної тактики проходять підготовку на курсах навчання спеціальній тактиці у Гарлбарт Філд у Флориді (12-15 місяців), потім парашутна школа вільного падіння у Форт Брегг, Північна Кароліна з практичними тренуваннями на військовому полігоні в Юмі, Аризона (5 тижнів). Завершальною стадією підготовки є тренування у школі бойових плавців на військовій базі ВМС у Панама-Сіті у Флориді (6 тижнів).

## Відео
- Special Tactics Officer Overview